# Magnum Opus
Magnum Opus е студиен албум на китариста Ингви Малмстийн. Издаден е през 1995 г. от Import.

### Бонус песни към японското издание
1. Cantabile (Op.10 No.3 RV428 'Il Gardellino') – 5:04 (инструментал) (Антонио Вивалди)

## Състав
- Ингви Малмстийн – всички електрически и акустични китари, ситар, беквокали
- Майкъл Висцера – вокал
- Бари Спаркс – бас
- Матс Олаусон – клавишни
- Шейн Галас – барабани

|  | Тази страница частично или изцяло представлява превод на страницата Eclipse (Yngwie Malmsteen album) в Уикипедия на английски. Оригиналният текст, както и този превод, са защитени от Лиценза „Криейтив Комънс – Признание – Споделяне на споделеното“, а за съдържание, създадено преди юни 2009 година – от Лиценза за свободна документация на ГНУ. Прегледайте историята на редакциите на оригиналната страница, както и на преводната страница, за да видите списъка на съавторите. ВАЖНО: Този шаблон се отнася единствено до авторските права върху съдържанието на статията. Добавянето му не отменя изискването да се посочват конкретни източници на твърденията, които да бъдат благонадеждни. |